# 몰 (단위)
몰(mole, 기호: mol)은 물질량을 나타내는 국제단위계의 기본 단위이며, 화학에서 많이 쓰이는 단위이다.
통상적으로 '입자'란 분자로 이루어진 물질의 경우 분자, 혹은 결정 따위의 경우 실험식의 단위 따위를 일컬으며 때로는 원자, 전자, 광자 등의 수를 나타낸다. 거시세계의 입자수는 직접적으로 측정하기 어렵고, 또 측정하더라도 너무 크기 때문에 편의상 물질량이라는 새로운 측정량을 도입하였다.
2019년 SI 기본단위 재정의 전에는 1몰은 탄소-12 12 g의 원자의 물질량으로 정의되었다. 하지만 2019년에 아보가드로 상수가 NA = 6.022 140 76×1023 mol−1가 되도록 하는 단위로 재정의됐다. 1몰에 해당하는 입자의 수인 6.022 140 76×1023은 아보가드로 수라고 부른다.
용액의 농도를 물질량을 이용하여 표시할 수 있는데, 몰랄 농도는 단위 질량의 용매 속에 들어 있는 용질의 물질량이며, 몰 농도는 단위 부피의 용액 속에 들어 있는 용질의 물질량이다.